# Sinosticta debra
Sinosticta debra là loài chuồn chuồn trong họ Platystictidae. Loài này được Wilson & Xu mô tả khoa học đầu tiên năm 2007.